# لور ویتفیلد (آریزونا)
لور ویتفیلد (به انگلیسی: Lower Wheatfields) یک منطقهٔ مسکونی در ایالات متحده آمریکا است که در آریزونا واقع شده‌است. لور ویتفیلد ۲٬۱۹۵ متر بالاتر از سطح دریا واقع شده‌است.